# Chrząstowice (Brzeźnica)
Chrząstowice ist eine Ortschaft mit einem Schulzenamt der Gemeinde Brzeźnica im Powiat Wadowicki der Woiwodschaft Kleinpolen in Polen.

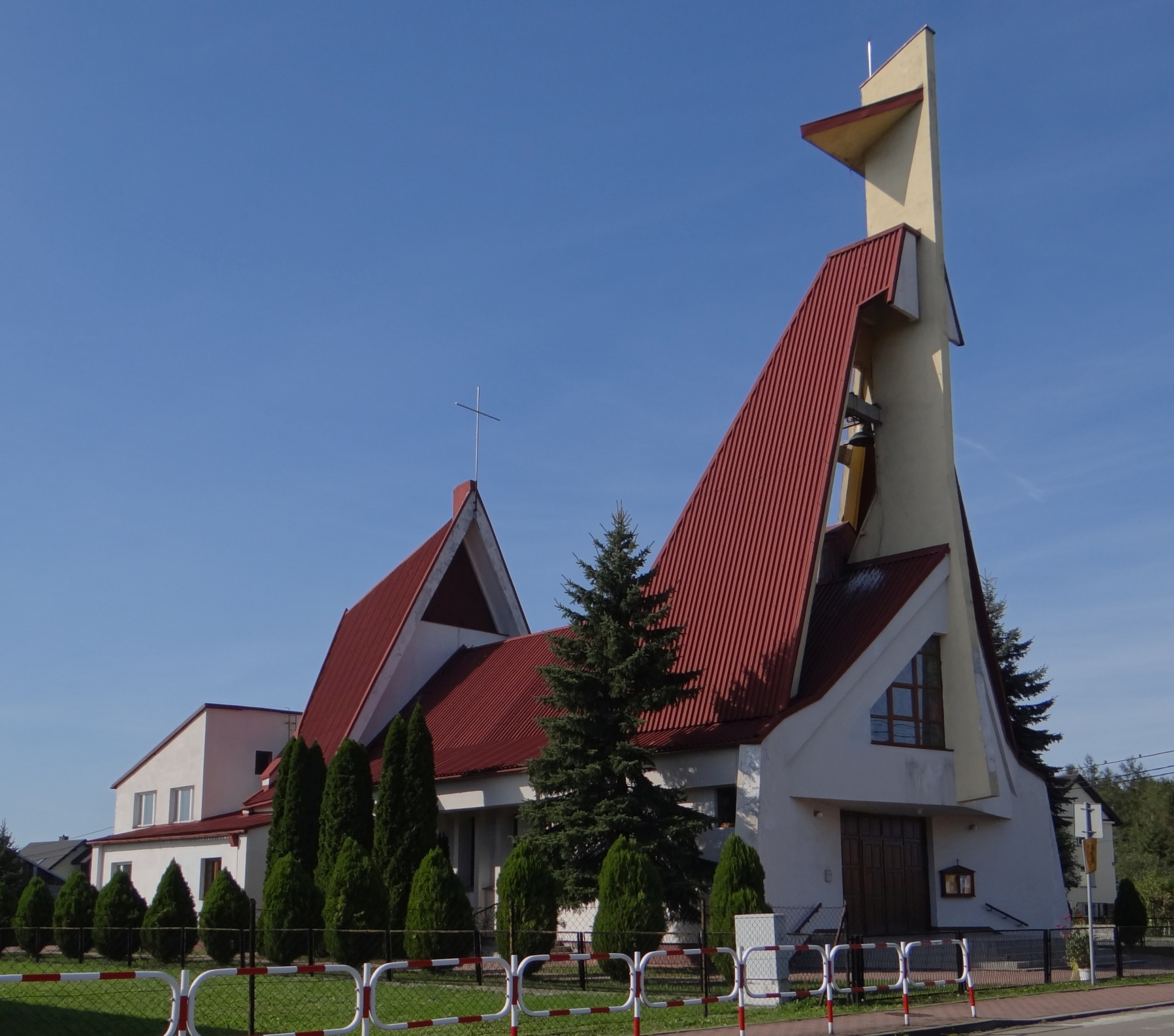
Ortskirche

## Geografie
Der Ort liegt am südlichen, rechten Ufer der Weichsel, auf einer Insel zwischen dem Fluss und dem Łączany-Skawina-Kanal im geologischen Skawina-Graben. Die Nachbarorte sind Brzeźnica im Osten, Kossowa und Nowe Dwory im Süden, Łączany im Osten, Rusocice im Norden, sowie Kłokoczyn im Nordosten.

## Geschichte
Die Tyniecer Benediktiner schrieben zwischen den Jahren 1283 und 1286 eine Fälschung, die zurück auf das Jahr 1250 datiert wurde und u. a. das Dorf Chrastouuice erwähnte. Die Fälschung bestätigt jedoch die Existenz des Dorfs in einem schlesischen Herzogtum in den 1280er Jahren.
Das Gebiet zwischen den Flüssen Skawa im Westen und Skawinka im Osten (mit Ausnahme des Radwanitenkorridors) wurde im Jahr 1274 von Kleinpolen abgetrennt und ans Herzogtum Oppeln angeschlossen. Das Herzogtum Oppeln wurde 1281 nach dem Tod von Wladislaus I. von Oppeln geteilt. Ab 1290 gehörte das Gebiet zum Herzogtum Teschen und seit 1315 zum Herzogtum Auschwitz, ab 1327 unter Lehnsherrschaft des Königreichs Böhmen. Seit 1445 gehörte es zum Herzogtum Zator, dieses wurde im Jahr 1494 an den polnischen König verkauft. 1564 wurden die Herzogtümer Auschwitz und Zator als der Kreis Schlesien der Woiwodschaft Krakau am Königreich Polen angeschlossen, ab 1569 in der Adelsrepublik Polen-Litauen.
1353 erhielt der Besitzer des Dorfes, Dziersław (Dzierżko) von Stogniowice, die Erlaubnis für die Ausgliederung des Dorfes Chrzanstowicz aus der Pfarrei in Czernichów und die Angliederung zur neuen Pfarrei in Tłuczań. Im größten Teil hatte das Dorf gemeinsame Geschichte mit Tłuczań und Kossowa. Der Name ist patronymisch abgeleitet vom Personennamen Chr(z)ąst mit dem typischen westslawischen Suffix -(ow)ice.
Bei der Ersten Teilung Polens wurde Chrząstowice 1772 Teil des neuen Königreichs Galizien und Lodomerien des habsburgischen Kaiserreichs (ab 1804). Ab 1782 gehörte es dem Myslenicer Kreis (1819 mit dem Sitz in Wadowice). Nach der Aufhebung der Patrimonialherrschaften bildete es nach 1850 eine Gemeinde im Gerichtsbezirk Wadowice im Bezirk Wadowice, ab 1981 im Gerichtsbezirk Zator, der 1910 mit Gerichtsbezirk Oświęcim vereinigt wurde, um den Bezirk Oświęcim zu gründen.
1918, nach dem Ende des Ersten Weltkriegs und dem Zusammenbruch der k.u.k. Monarchie, wurde Chrząstowice wieder Bestandteil von Polen. Unterbrochen wurde dies nur durch die Besetzung Polens durch die Wehrmacht im Zweiten Weltkrieg.
Von 1975 bis 1998 gehörte Chrząstowice zur Woiwodschaft Bielsko-Biała.